# Raymond Ier de Turenne
Raymond ou Raimond de Turenne (vers 1074 dans le Bas-Limousin en France - vers 1137) est le 7e vicomte de Turenne.
En 1096, il a participé avec ses vassaux à la première croisade dans l'ost de Raymond de Saint-Gilles, comte de Toulouse.

## Biographie
Raymond ou Raimond de Turenne est né vers 1074, dans la vicomté de Turenne, dans le Bas-Limousin. Il succède à son père, mort lors d’un pèlerinage à Jérusalem en 1091, et devient ainsi le 7e vicomte de Turenne.
En 1096, Raymond Ier de Turenne participe avec ses vassaux à la première croisade dans l'ost de Raymond de Saint-Gilles, comte de Toulouse. Il revient de Terre sainte sept ans plus tard, comme on le suppose en regard des multiples donations qu'il effectue à partir de 1103 à des abbayes et monastères du Limousin.
Il se laissera entraîner par Gaulcelme de Pierrebufière, époux de Béatrix, fille d'Archambaud IV vicomte de Comborn, dans des guerres locales.
En 1135, le jour de Pâques, il se trouve à une réunion de barons tenue à La Sanvatat. Il semble ne plus être cité dans aucun acte après cette date.
Il est mort après 1135, peut-être en 1137, et a été enterré dans la sépulture des vicomtes de Turenne, devant la porte principale de l’abbatiale Saint-Martin de Tulle.

### Sa famille
Au onzième siècle, la famille de Turenne, riche et puissante, a étendu ses rameaux sur toute la contrée. Leur vicomté s’étend sur une grande partie du Bas-Limousin, du Quercy et du Périgord. Elle se divise en vicairies dont les premières sont celles de Turenne, Arnac, Spaniac. Les vicomtes de Turenne jouissent de tous les droits régaliens, et font battre monnaie sur leurs terres et l'une d'elles est connue en 1135 sous le nom de "raymondoise". Les ducs de Guyenne sont obligés à donner cours à cette monnaie dans les diocèses de Cahors, de Limoges et de Périgueux, en lui maintenant sa valeur ordinaire.
Son père, Boson, premier du nom, 6e vicomte de Turenne, fait une donation à l’abbaye Saint-Pierre-d'Uzerche, en 1074, d'une terre située entre le château de Turenne et la montagne dite Vetula Torenna. Il est mentionné dans un acte de 1076.
Sa mère, Gerberge fille de Bernard "comtor de Terrasson" et seconde épouse de Boson, devient moniale à l’abbaye Saint-Martin de Tulle en 1103, et meurt la même année, celle du retour de Terre sainte de Raymond I. Elle est enterrée dans la sépulture des vicomtes de Turenne.
Raymond a plusieurs frères et sœurs :
- Archambaud de Turenne († 1117) ;
- Ebles de Turenne († vers 1150), abbé de Saint-Martin de Tulle ;
- Alpaïs de Turenne, épouse du comte Bernard III d'Armagnac ;
- Étiennette, épouse d'Hugues de Belcastel[7] ;
- Guillaume de Turenne († 1105) qui pourrait être l'ancêtre des marquis d’Aynac.

### La première croisade
À la suite des prêches d’Urbain II à Clermont et à Limoges, Raymond Ier de Turenne participe avec ses vassaux à la première croisade en 1095, dans l'ost du comte de Toulouse Raymond de Saint-Gilles. Avant son départ, il confie la vicomté de Turenne à sa mère. Il va s'illustrer en diverses occasions, au siège d'Antioche et à celui de Jérusalem (1099).
Raymond de Turenne, ses chevaliers et ses hommes d’armes font partie de l'armée du comte de Toulouse Raymond de Saint-Gilles. Partis de Bourgogne, d'Auvergne, de Gascogne, de Gothie et de Provence, ce sont quelque 1 200 cavaliers et 10 000 fantassins que le comte de Toulouse, Raymond de Saint-Gilles, et Adhémar de Monteil, évêque du Puy, légat pontifical de la première croisade, conduisent en Terre sainte.

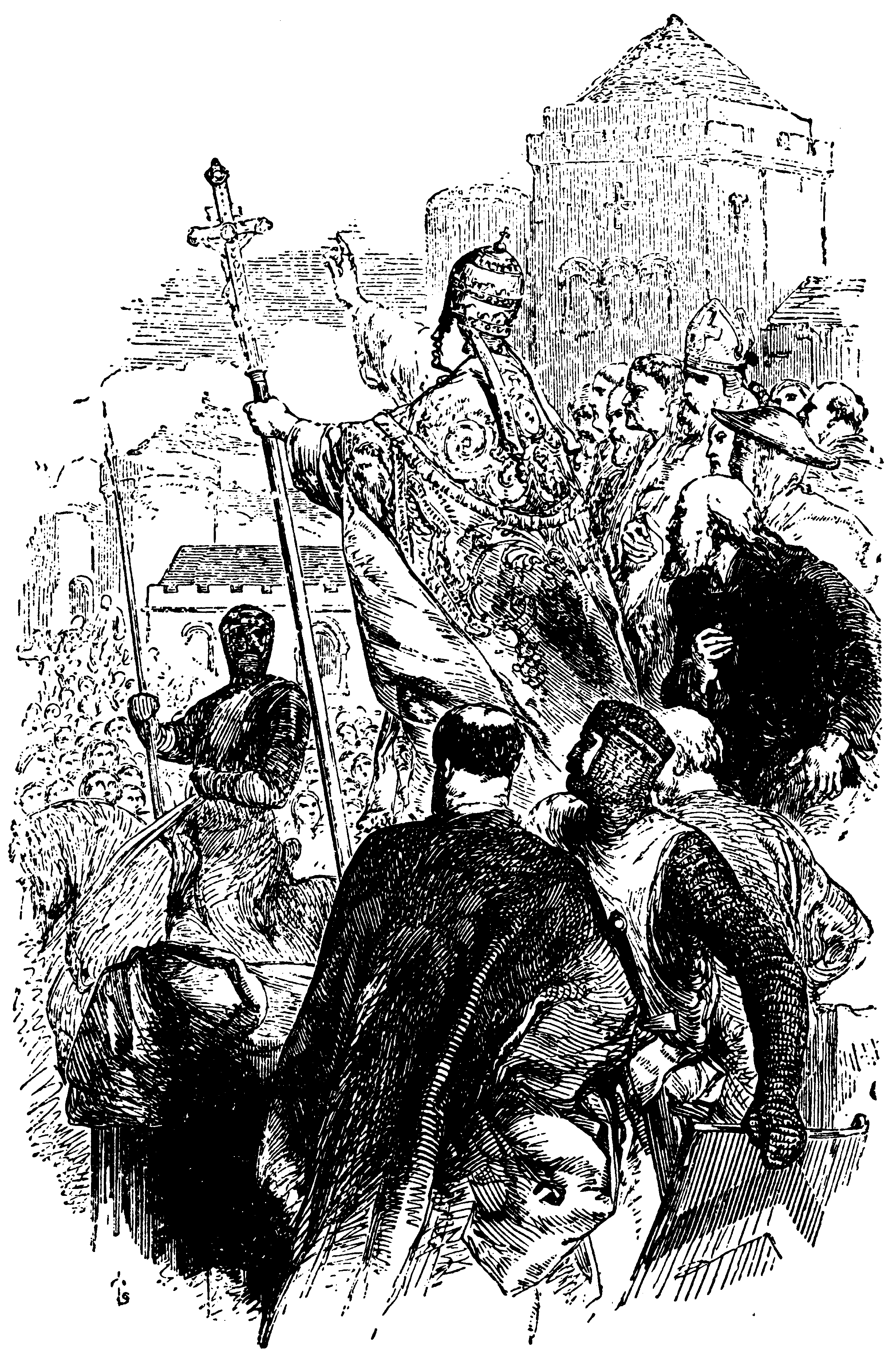
Urbain II prêche la croisade à Clermont.
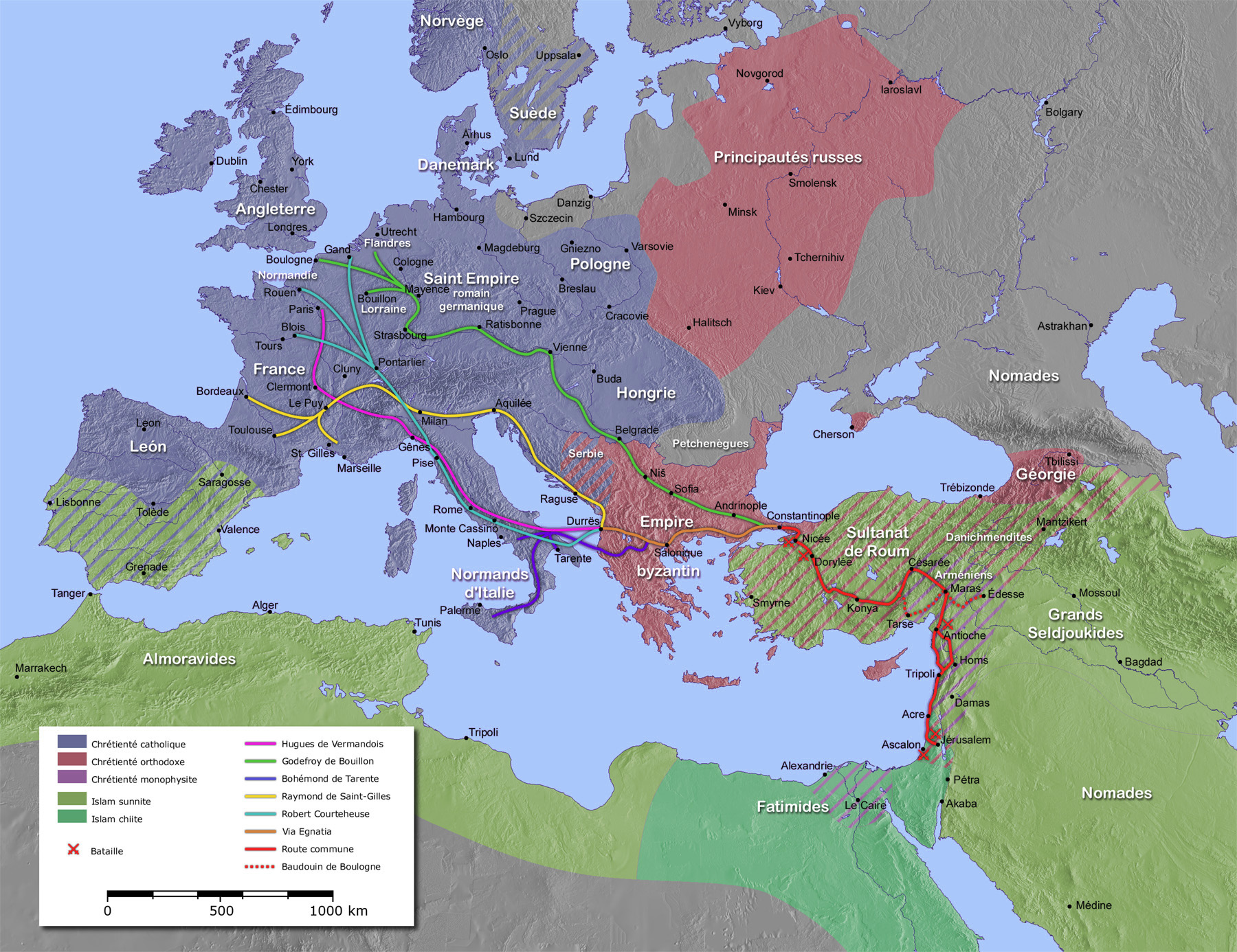
Les Provençaux n'empruntent pas les mêmes chemins pour aller à Byzance que les autres armées.
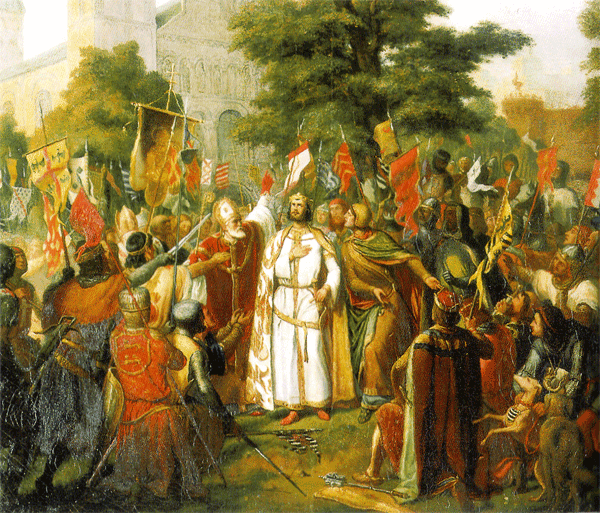
Raymond de Saint-Gilles, Adhémar de Monteil et les Provençaux.
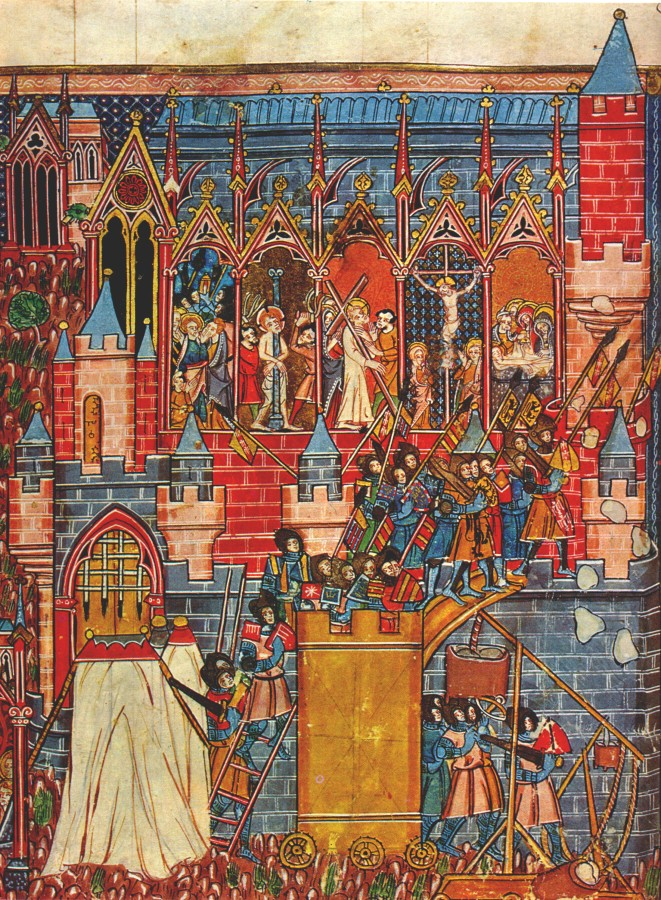
Siège de Jérusalem (1099).

Au terme du long siège d'Antioche, du 21 octobre 1097 au 2 juin 1098, les croisés s'emparent de la ville. Les musulmans tentent de reprendre la cité à partir du 7 juin. Raymond de Saint-Gilles, malade, accusé de paresse et avarice, décide de défendre le fort de Mahomerie, le plus attaqué, pour mettre fin aux rumeurs. Il choisit ses meilleurs capitaines pour le défendre : Pierre de Castillon, Raymond de Turenne, Guilhem de Montpellier, Guillaume de Sabran et Goufier de Lastours. Ceux-ci, à leur tour, regroupent les 500 hommes les plus vaillants de leurs troupes et se préparent à défendre le fort,,. Le siège sera finalement levé par les musulmans le 28 juin 1098.
Raymond de Saint-Gilles marche alors vers le sud. Une partie des troupes arrive le 12 février 1099 devant Tell Arqa. Le comte de Toulouse envoie divers détachements pour aller chercher des vivres dans le pays, et Raymond de Turenne, accompagné de Pierre, vicomte de Castillon, Amanieu d'Albret, Sicard, Regon de La Rivière, Guillaume de Loubens, et quelques autres chevaliers au nombre de 14. Celle troupe s'étant mise en marche le 16 février 1099 en rencontre une autre de 60 Turcs ou Arabes qui emmènent quelques prisonniers chrétiens et 500 pièces de bétail. Malgré l'inégalité du nombre, les chrétiens attaquent les musulmans, en tuent six, prennent autant de chevaux, et leur enlèvent le butin qu'ils amenaient à Tripoli. Les prisonniers sont délivrés.
Un autre jour Raymond Pelet et le vicomte de Turenne, ayant été détachés avec 100 cavaliers et 200 hommes de pied, s'avancent jusqu'à la ville de Tortose et l'assiègent. Les nombreux habitants se défendent avec beaucoup de valeur. Les chevaliers recourent à une ruse pour donner le change aux assiégés sur leur infériorité numérique : ils allument, le soir venu, d'innombrables feux dans la campagne environnante, laissant croire que leur armée est puissante. Les défenseurs de château de Tortose, épouvantés, s'enfuient avant l'aube, abandonnant la ville. Turenne y trouve beaucoup de vivres qui serviront à ravitailler l'armée.
Début juillet 1099, neuf vaisseaux génois arrivent au port de Jaffa pour venir au secours des croisés. Le comte de Toulouse veut les protéger. Il envoie Raymond Pelet, Guillaume de Sabran, et Raymond de Turenne à la tête de 50 cavaliers. Le détachement de Turenne permet aux Génois de débarquer dans le port le matériel de secours qui va permettre aux croisés de prendre Jérusalem.
« Le troisième jour, Raymond Pilet et Raymond de Turenne et plusieurs autres, désireux de combattre, se détachèrent de l'armée. Ils rencontrèrent deux cents Arabes, et ces chevaliers du Christ bataillèrent contre ces incrédules ; Dieu aidant, ils eurent le dessus, en tuèrent un grand nombre et saisirent trente chevaux. »
Après la prise de Jérusalem, Raymond de Turenne se voit confier la garde d'un fort près d'Antioche. Gouffier de Lastours, Géraud de Malefaïda, seigneur de Saint-Viance, et Guillaume Ier de Sabran, l'accompagnent. Une autre fois il repoussera avec ses compagnons une attaque imprévue de 7 000 musulmans qui menacent le camp des croisés.

### Ses dons à l'Église
Revenu comme on le suppose de Terre sainte en 1103, cette année-là, Raymond Ier fait une donation à l’abbaye Saint-Martin de Tulle pour le repos de l'âme de Guillaume, son frère, et de Gerberge, sa mère.
En actions de grâces, il fonde non loin du château de Turenne, au milieu des forêts, un hôpital nommé Jaffa, destiné à accueillir les pèlerins, et une léproserie placée à Nazareth sur la même route. Il donne également à l'abbaye Saint-Pierre d'Uzerche des terres situées à Saint-Pantaléon, et confirme les donations effectuées par son père à l'église de Nadaillac.
La léproserie de Nazareth passera bientôt aux Templiers. Quant à l'hôpital de Jaffa, il est appelé par la suite l'hôpital-Saint-Jean et disparaît.

### Mariage et descendance
Mathilde du Perche, sa femme, est fille de Geoffroy II du Perche, comte de Mortagne et seigneur de Nogent de 1060 à 1090, puis comte du Perche de 1090 à 1100. La belle-mère de Raymond est Béatrice de Montdidier, fille d'Hildouin, comte de Roucy et de Ramerupt, et d'Alix de Roucy.
Le frère de sa femme, Rotrou III († 1144) dit le Grand, est comte du Perche et sa sœur, Marguerite est mariée à Henri de Beaumont, 1er comte de Warwick.
Raymond de Turenne et Mathilde du Perche ont trois enfants :
- Boson II de Turenne (1122-1143), 8e vicomte de Turenne, épouse en 1142 Eustorgie d'Anduze ;
- Magne, femme d'Aymeri III de Gourdon, fils de Gérard III de Gourdon ;
- Marguerite qui épouse en premières noces Adémar IV de Limoges, et donne Adémar V de Limoges (1135-1188). En secondes noces, elle épouse Ebles III, vicomte de Ventadour, dont elle se sépare vers 1151. En troisièmes noces, elle épouse le comte Guillaume VI Taillefer, dont elle a quatre enfants dont :
  - Guillaume VII d'Angoulême,
  - Aymar Taillefer, qui épouse Alice de Courtenay.

Mathilde et Raymond de Turenne sont les aïeux de :
- Raymond II de Turenne, qui meurt au siège de Saint-Jean d'Acre en 1191. Il a pris la tête des troupes flamandes avec Roger de Wavrin, évêque de Cambrai, à la suite de la mort de Philippe d'Alsace, comte de Flandre[21] ;
- Raymond IV de Turenne, qui participe au siège de Damiette[réf. nécessaire] ;
- Raymond VI de Turenne, qui suit saint Louis en Égypte.

Mathilde, sa veuve, se remarie à Guy de Lastours.

## Les modifications du château de Turenne
Le château de Turenne est une des forteresses féodales les plus remarquables de la contrée. Il est bâti sur un rocher escarpé en forme d'ovale.Avant son départ pour la première croisade, Raymond Ier avait entouré le rocher d'un fort rempart et de plusieurs enceintes de murailles entre lesquelles est caché le sentier étroit et rapide qui conduit vers l'intérieur, et que défendent des tours placées à intervalles réguliers. Les pierres utilisées sont de diverses provenances. La tradition rapporte, que Raymond fit creuser au sommet de la colline un puits dont la profondeur se situait au niveau de la plaine. En sorte que la garnison en état de siège se trouvait pourvue d'eau.
Le donjon (que l'on l'appelle encore improprement la tour de César) se compose de trois étages voûtés, reliés par un étroit escalier.

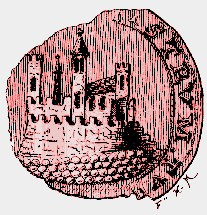
L’un des sceaux des vicomtes de Turenne.
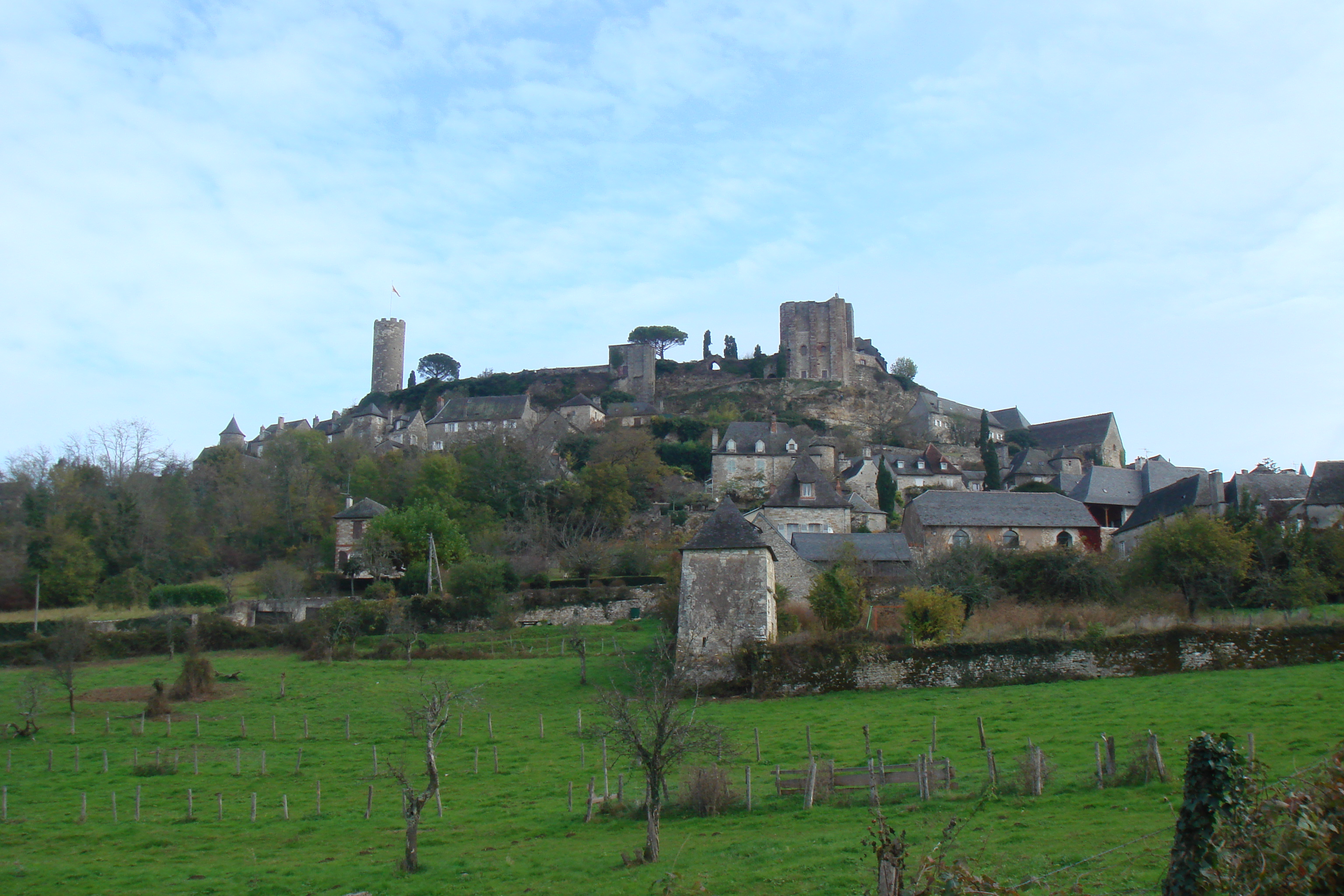
Le château de Turenne.
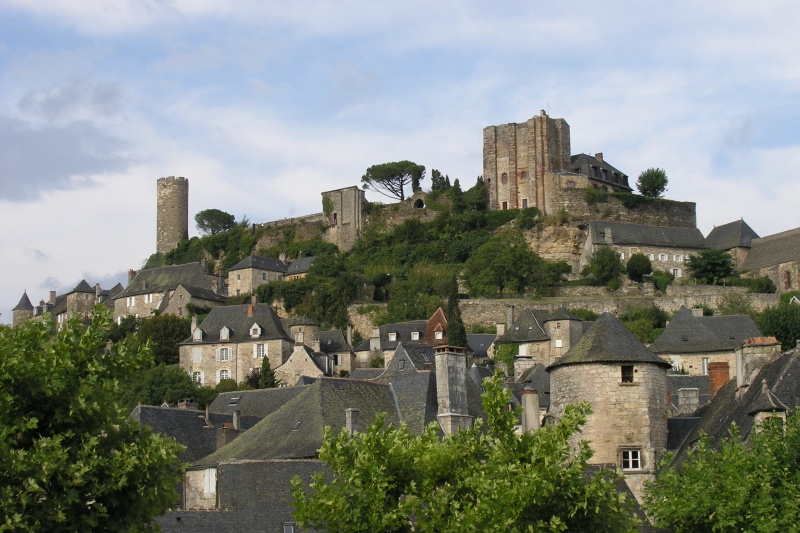
Vestiges du château de Turenne.
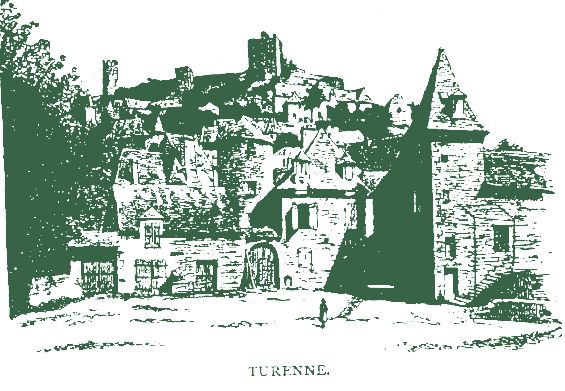
Le château de Turenne (gravure ancienne).

## Azémire
Raymond Ier, vicomte de Turenne, est l’un des personnages principaux d’Azémire, tragédie en cinq actes de Marie-Joseph Chénier, représentée à Fontainebleau le 4 novembre 1786 et à la Comédie-Française le 6 novembre 1786. La pièce se situe à Héraclée, ville de Cilicie, au temps de la première croisade.